# Waco
Waco er administrationsby i McLennan County i Texas, USA. Byen ligger ved Brazos-floden og Interstate I-35, midtvejs mellem Dallas og Austin. Waco havde i 2010 et indbyggertal på 124.805, hvilket gør den til den 22. mest befolkede by i Texas. Indbyggertallet blev i 2020 anslået til 138.486. Storbyområdet Waco Metropolitan Statistical Area (Waco MSA) som består af McLennan og Falls counties havde i 2010 havde et samlet indbyggertal på 234,906. Falls County blev føjet til Waco MSA i 2013. Befolkningsestimatet for 2020 var befolkningsprognosen for Wacos storbyområde er 277.005 indbyggere.
Baylor University ligger i Waco.

## Historie
Den 28. februar 1993 fandt der en skudveksling sted mellem medlemmer af den apokalyptiske sekt Branch Davidians og føderale agenter fra AFT hvor seks Branch Davidians og fire ATF-agenter døde. Der fulgte 51 dages belejring som afsluttedes med at Branch Davidians sætte ild til deres bygninger, kaldet Mt. Carmel, 19. april 1993. 74 personer, herunder lederen David Koresh, døde i branden. Begivenheden blev kendt som Waco-belejringen.
Den 17. maj 2015 udbrød der en kamp mellem rivaliserende rockergrupper på Twin Peaks restaurant. Politiet i Waco greb ind, og ni døde og 18 blev såret i forbindelse med kampen. Mere end 170 blev anholdt. Ingen forbipasserende, Twin Peaks ansatte eller betjente blev dræbt. Det var den mest højprofilerede kriminelle hændelse siden Waco-belejringen og den mest dødbringende skudveksling i byens historie.